# Libretto
Libretto – tekst stanowiący podstawę dzieł sceniczno-muzycznych, takich jak opera, operetka, kantata, musical czy balet.

## Forma
W zależności od formy libretto może składać się z partii o różnym przeznaczeniu i charakterze – najczęściej zawiera ono treść partii wokalnych (arie), a także partii melorecytowanych (recytatywy), ale także ewentualne partie monologów, dialogów i chórów. Libretto pełni też funkcję zbliżoną do scenariusza. Wiąże się ściśle z muzyką, bez niej traci swój sens – nie może być wystawiane jako samodzielne dzieło dramatyczne. Niezależnie od wartości literackiej i scenicznej, libretto powinno być skonstruowane w sposób przejrzysty, podkreślać węzłowe momenty akcji, bez wchodzenia w szczegóły. Forma i charakter libretta operowego zależą od tendencji stylistycznych epoki. Przeważnie jednak jego forma nawiązuje do formy dramatu typowej dla danego okresu historycznego. Dzieje się tak, ponieważ opera nie jest niczym innym, jak „umuzycznionym” dramatem mówionym.
Za głównego twórcę opery uważa się kompozytora, dlatego nazwisko librecisty wymieniane jest najczęściej jako mniej ważne, a czasem całkowicie pomijane. Kompozytorzy piszący własne libretta należą do zdecydowanych wyjątków. Najbardziej znanym z nich jest Richard Wagner. Z kolei inny kompozytor, Alban Berg, adaptował na potrzeby swoich oper istniejące sztuki sceniczne (dramaty) innych autorów (opery: Lulu i Wozzeck).

## Polskie libretta
Pierwsze polskie libretta operowe powstawały w XVII wieku; były to tłumaczenia librett włoskich i francuskich, sporządzane dla publiczności nieznającej języków obcych i rozdawane przed rozpoczęciem widowiska. Twórcą pierwszych polskich, oryginalnych librett operowych był Wojciech Bogusławski (Nędza uszczęśliwiona, 1778, według kantaty Franciszka Bohomolca, z muzyką Macieja Kamieńskiego, Cud mniemany, czyli Krakowiacy i Górale, 1794, z muzyką Jana Stefaniego). W XIX wieku do znanych polskich librecistów należeli: Jan Chęciński, twórca libretta do oper Verbum nobile, Straszny dwór i Paria Stanisława Moniuszki, oraz Włodzimierz Wolski, twórca libretta do Halki i Hrabiny tego samego kompozytora.

## Słynni libreciści
- Lorenzo Da Ponte
- Pietro Metastasio
- Pierre de Marivaux
- Henri Meilhac
- Eugène Scribe
- Francesco Maria Piave
- Arrigo Boito
- Ranieri de’ Calzabigi